# مارلين براون
مارلين براون (بالإنجليزية: Marilyn Brown)‏ هي ممثلة أمريكية، ولدت في 9 مارس 1953 في سان خوسيه في الولايات المتحدة، وتوفيت في 22 يوليو 1997 في لوس أنجلوس في الولايات المتحدة.